# فریزی (مینه‌سوتا)
فریزی، مینه‌سوتا (به انگلیسی: Frazee, Minnesota) یک شهر در ایالات متحده آمریکا است که در شهرستان بکر، مینه‌سوتا واقع شده‌است.

## خصوصیات
فریزی ۲٫۸۷ کیلومترمربع مساحت و ۱٬۳۵۰ نفر جمعیت دارد و ۴۲۳ متر بالاتر از سطح دریا واقع شده‌است.